# Dzika Orlica (Natura 2000)
Dzika Orlica (kod PLH020061) – specjalny obszar ochrony siedlisk sieci Natura 2000, zlokalizowany na terenie województwa dolnośląskiego przy granicy z Czechami, w dorzeczu rzeki Dzikiej Orlicy.
Obszar obejmuje powierzchnię 796,99 hektarów i  składa się z dwóch powiązanych funkcjonalnie enklaw.
Teren wyznaczony został w celu długotrwałego zabezpieczenia naturalnych środowisk życia oraz populacji zagrożonych wymarciem gatunków zwierząt (oprócz ptaków), takich jak: głowacz białopłetwy, minóg strumieniowy, modraszek nausitous, modraszek telejus, trzepla zielona oraz wydra.
Na obszarze wyznaczono następujące siedliska:
- pionierska roślinność na kamieńcach górskich potoków
- nizinne i podgórskie rzeki ze zbiorowiskami włosieniczników (Ranunculion fluitantis)
- górskie i niżowe murawy bliźniczkowe (Nardion – płaty bogate florystycznie)
- ziołorośla górskie (Adenostylion alliariae) i ziołorośla nadrzeczne (Convolvuletalia sepium)
- Górskie łąki konietlicowe użytkowane ekstensywnie (Polygono-Trisetion)
- torfowiska przejściowe i trzęsawiska (przeważnie z roślinnością z Scheuchzerio-Caricetea)
- łęgi wierzbowe, topolowe, olszowe i jesionowe (Salicetum albo-fragilis, Populetum albae, Alnenion glutinoso-incanae) i olsy źródliskowe[1].